# Veracruz (Honduras)
Veracruz è un comune dell'Honduras facente parte del dipartimento di Copán.
Il comune venne istituito il 3 giugno 1902 con parte del territorio del comune di San José.